# Serbia ai XXII Giochi olimpici invernali
La Serbia ha partecipato ai XXII Giochi olimpici invernali, che si sono svolti dal 7 al 23 febbraio a Soči in Russia, con una delegazione composta da otto atleti.

## Biathlon
| Gara                       | Atleta           | Tempo   | Penalità    | Posizione |
| -------------------------- | ---------------- | ------- | ----------- | --------- |
| 10 km sprint maschile      | Milanko Petrović | 27'08"2 | 3 (1+2)     | 69        |
| 20 km individuale maschile | Milanko Petrović | 56'45"4 | 6 (1+2+0+3) | 69        |

## Bob
| Gara               | Atleta                           | Manche 1 | Manche 1  | Manche 2 | Manche 2  | Manche 3 | Manche 3  | Manche 4 | Manche 4  | Finale | Finale    |
| Gara               | Atleta                           | Tempo    | Posizione | Tempo    | Posizione | Tempo    | Posizione | Tempo    | Posizione | Tempo  | Posizione |
| ------------------ | -------------------------------- | -------- | --------- | -------- | --------- | -------- | --------- | -------- | --------- | ------ | --------- |
| Bob a due maschile | Aleksandar Bundalo Vuk Rađenović | 58"31    | 29        | 58"56    | 29        | DNF      | DNF       | DNF      | DNF       | DNF    | DNF       |

## Sci alpino

### Uomini
| Gara            | Atleta          | Manche 1 | Manche 1  | Manche 2 | Manche 2  | Totale  | Totale    |
| Gara            | Atleta          | Tempo    | Posizione | Tempo    | Posizione | Tempo   | Posizione |
| --------------- | --------------- | -------- | --------- | -------- | --------- | ------- | --------- |
| Slalom gigante  | Marko Vukićević | DNF      | DNF       | DNF      | DNF       | DNF     | DNF       |
| Slalom speciale | Marko Vukićević | DNF      | DNF       | DNF      | DNF       | DNF     | DNF       |
| Supergigante    | Marko Vukićević | n/a      | n/a       | n/a      | n/a       | 1'23"88 | 48        |

### Donne
| Gara            | Atleta            | Manche 1 | Manche 1  | Manche 2 | Manche 2  | Totale  | Totale    |
| Gara            | Atleta            | Tempo    | Posizione | Tempo    | Posizione | Tempo   | Posizione |
| --------------- | ----------------- | -------- | --------- | -------- | --------- | ------- | --------- |
| Slalom gigante  | Nevena Ignjatović | 1'22"14  | 29        | 1'20"32  | 26        | 2'42"46 | 28        |
| Slalom speciale | Nevena Ignjatović | DNF      | DNF       | DNF      | DNF       | DNF     | DNF       |

## Sci di fondo

### Distanza
| Gara            | Atleta           | Tempo     | Distacco | Posizione |
| 15 km maschile  | Milanko Petrović | 46'42"2   | +8'12"5  | 77        |
| 15 km maschile  | Rejhan Šmrković  | DNF       | DNF      | DNF       |
| 50 km maschile  | Milanko Petrović | 1h53'35"1 | +6'39"9  | 50        |
| 10 km femminile | Ivana Kovačević  | 45'21"3   | +17'03"5 | 75        |

### Sprint
| Gara            | Atleta           | Qualificazioni | Qualificazioni | Quarti di finale | Quarti di finale | Semifinale      | Semifinale      | Finale          | Finale          |
| Gara            | Atleta           | Tempo          | Posizione      | Tempo            | Posizione        | Tempo           | Posizione       | Tempo           | Posizione       |
| --------------- | ---------------- | -------------- | -------------- | ---------------- | ---------------- | --------------- | --------------- | --------------- | --------------- |
| Sprint maschile | Milanko Petrović | 3'50"20        | 63             | non qualificato  | non qualificato  | non qualificato | non qualificato | non qualificato | non qualificato |
| Sprint maschile | Rejhan Šmrković  | 4'02"28        | 76             | non qualificato  | non qualificato  | non qualificato | non qualificato | non qualificato | non qualificato |

## Snowboard
| Gara                               | Atleta     | Qualificazioni | Qualificazioni | Ottavi di finale | Ottavi di finale | Quarti di finale | Quarti di finale | Semifinale      | Semifinale      | Finale          | Finale          |
| Gara                               | Atleta     | Tempo          | Posizione      | Scontro          | Posizione        | Scontro          | Posizione        | Scontro         | Posizione       | Scontro         | Posizione       |
| ---------------------------------- | ---------- | -------------- | -------------- | ---------------- | ---------------- | ---------------- | ---------------- | --------------- | --------------- | --------------- | --------------- |
| Slalom gigante parallelo femminile | Nina Micić | 2'04"94        | 27             | non qualificata  | non qualificata  | non qualificata  | non qualificata  | non qualificata | non qualificata | non qualificata | non qualificata |
| Slalom parallelo femminile         | Nina Micić | 1'08"07        | 31             | non qualificata  | non qualificata  | non qualificata  | non qualificata  | non qualificata | non qualificata | non qualificata | non qualificata |